# RPC Maringá
RPC Maringá é uma emissora de televisão brasileira com sede em Maringá, PR. Opera no canal 8 (41 UHF digital) e é afiliada à TV Globo. Pertence ao Grupo Paranaense de Comunicação (GRPCom), além de gerar programação local.

## História
A emissora iniciou suas operações em 1975 e abrange 69 municípios das regiões de Maringá, Campo Mourão, Ivaiporã, Jandaia do Sul, Astorga e Colorado, região estimada em cerca de 1,1 milhão telespectadores.
O Ministro das Comunicações Hélio Costa assinou no dia 29 de março de 2010, a consignação do canal digital para a RPC de Maringá.
Em 31 de maio de 2011, o Paraná TV - 1ª Edição produzido em Maringá, ganha um novo cenário, seguindo o atual padrão jornalístico dos telejornais locais.

## Sinal digital
| Canal virtual | Canal digital | Resolução de tela | Programação                                  |
| ------------- | ------------- | ----------------- | -------------------------------------------- |
| 8.1           | 41 UHF        | 1080i             | Programação principal da RPC Maringá / Globo |

Transição para o sinal digital
Com base no decreto federal de transição das emissoras de TV brasileiras do sinal analógico para o digital, a RPC Maringá, bem como as outras emissoras de Maringá, cessou suas transmissões pelo canal 08 VHF em 28 de novembro de 2018, seguindo o cronograma oficial da ANATEL.

## Programas
Além de retransmitir a programação nacional da TV Globo e estadual da RPC, atualmente a RPC Maringá produz e exibe os seguintes programas:
- Meio Dia Paraná: Telejornal, com Anelize Camargo;
- Boa Noite Paraná: Telejornal, com Natália Garay;
- Caminhos do Campo: Jornalístico sobre agronegócio, com Anelize Camargo;
- Jornalismo RPC: Boletim informativo, durante a programação

## Retransmissoras
| Cidade           | Analógico | Digital | Cidade                   | Analógico | Digital | Cidade                    | Analógico | Digital           | Cidade           | Analógico | Digital |
| ---------------- | --------- | ------- | ------------------------ | --------- | ------- | ------------------------- | --------- | ----------------- | ---------------- | --------- | ------- |
| Ângulo           | -         | 08 (41) | Arapuã                   | 35        | -       | Araruna                   | -         | 09 (43) / 35 (42) | Ariranha do Ivaí | 35        | -       |
| Astorga          | -         | 08 (41) | Atalaia                  | -         | 08 (41) | Barbosa Ferraz            | -         | 29 (29)           | Borrazópolis     | -         | 08 (41) |
| Cambira          | -         | 08 (33) | Campo Mourão             | -         | 09 (43) | Cândido de Abreu          | 42        | -                 | Colorado         | 45        | 45 (29) |
| Cruzmaltina      | 35        | -       | Doutor Camargo           | -         | 08 (41) | Farol                     | 09        | 09 (43) / 41 (41) | Faxinal          | 35        | 35 (41) |
| Floraí           | -         | 08 (41) | Floresta                 | -         | 08 (41) | Flórida                   | -         | 08 (41)           | Grandes Rios     | 35        | -       |
| Guaraci          | 08        | 08 (41) | Iguaraçu                 | -         | 08 (41) | Itambé                    | -         | 08 (41)           | Ivaiporã         | -         | 35 (41) |
| Ivatuba          | -         | 08 (41) | Jaguapitã                | 08        | 08 (41) | Jandaia do Sul            | -         | 08 (41)           | Jardim Alegre    | 35        | -       |
| Kaloré           | -         | 08 (41) | Lidianópolis             | -         | 29 (29) | Lobato                    | 08        | -                 | Lunardelli       | 08        | -       |
| Mamborê          | 05        | -       | Mandaguaçu               | -         | 08 (41) | Mandaguari                | -         | 08 (41)           | Manoel Ribas     | 35        | -       |
| Marialva         | -         | 08 (41) | Nossa Senhora das Graças | 08        | -       | Nova Tebas                | 39        | -                 | Ourizona         | -         | 08 (41) |
| Paiçandu         | -         | 08 (41) | Peabiru                  | -         | 29 (29) | Presidente Castelo Branco | -         | 08 (41)           | Quinta do Sol    | 08 / 09   | 29 (29) |
| Rio Bom          | -         | 29 (29) | Rio Branco do Ivaí       | 33        | -       | Roncador                  | 39        | -                 | Rosário do Ivaí  | 33        | -       |
| Sabáudia         | -         | 08 (41) | Santa Fé                 | 08        | 08 (41) | Santa Inês                | 05        | -                 | Santo Inácio     | 05        | -       |
| São João do Ivaí | -         | 29 (32) | São Pedro do Ivaí        | 08        | -       | Sarandi                   | -         | 08 (41)           | Terra Boa        | -         | 08 (41) |